# هاها جيما
هاها جيما (باليابانية: 母 島، أي الجزيرة الأم) هي ثاني أكبر جزيرة في جزر أوغاساوارا (جزر بونين بشكل غير رسمي) جنوب سلسلة الجزر الرئيسية اليابانية. تبلغ مساحتها حوالي 21 كم 2 (8 ميل مربع) في منطقة يبلغ عدد سكانها 440 نسمة.
أعلى قمة فيها هي تشيبوساياما، (التي تعني حرفياً جبل الصدر)، بحوالي 462 م (1,516 قدم)، ثم قمة ساكايغاتاكي بطول 443 م (1,453 قدم). تقع تشي تشي جيما، أكبر جزيرة في المجموعة، على بعد حوالي 50 كم (31 ميل) شمالاً. جنباً إلى جنب مع الجزر الصغيرة القريبة مثل آني جيما وإيموتو جيما وموكو جيما، تشكل هاها جيما مجموعة جزر هاها جيما أو هاها جيما ريتو (母島列島)، أو كما أطلق عليها سابقاً، «مجموعة بيلي».
تقع الجزيرة ضمن الحدود السياسية لقرية أوغاساوارا، فرع محافظة أوغاساوارا، طوكيو، اليابان.

## تاريخها

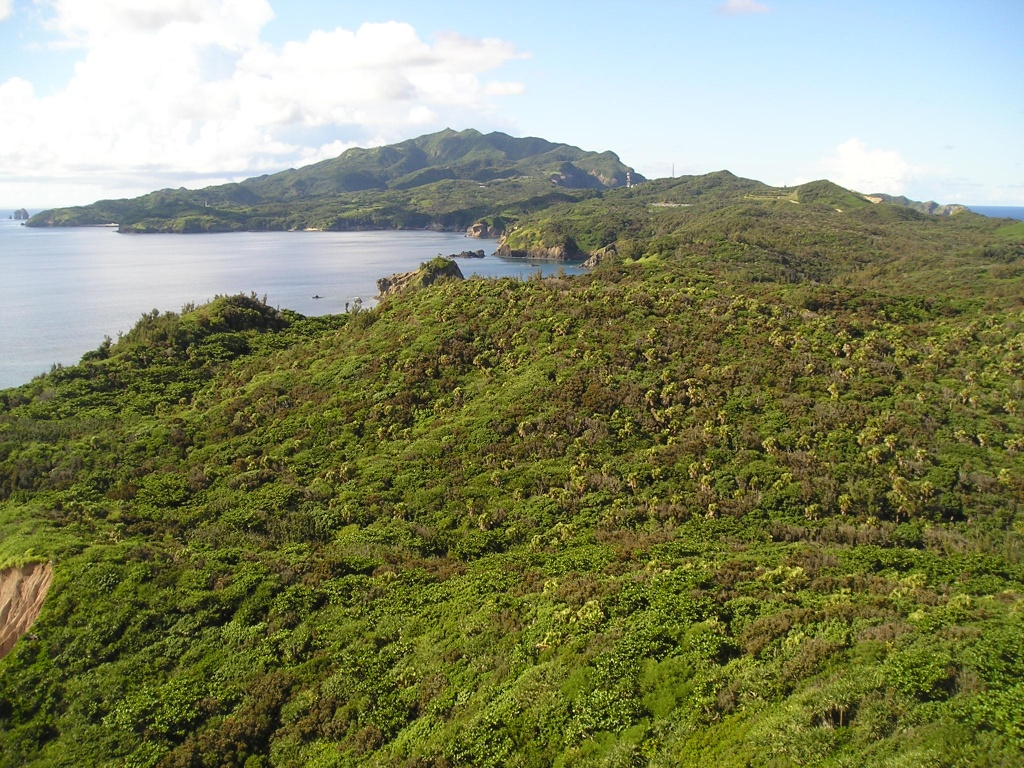
منظر للطرف الجنوبي من هاها جيما، من شبه جزيرة ميناميزاكي

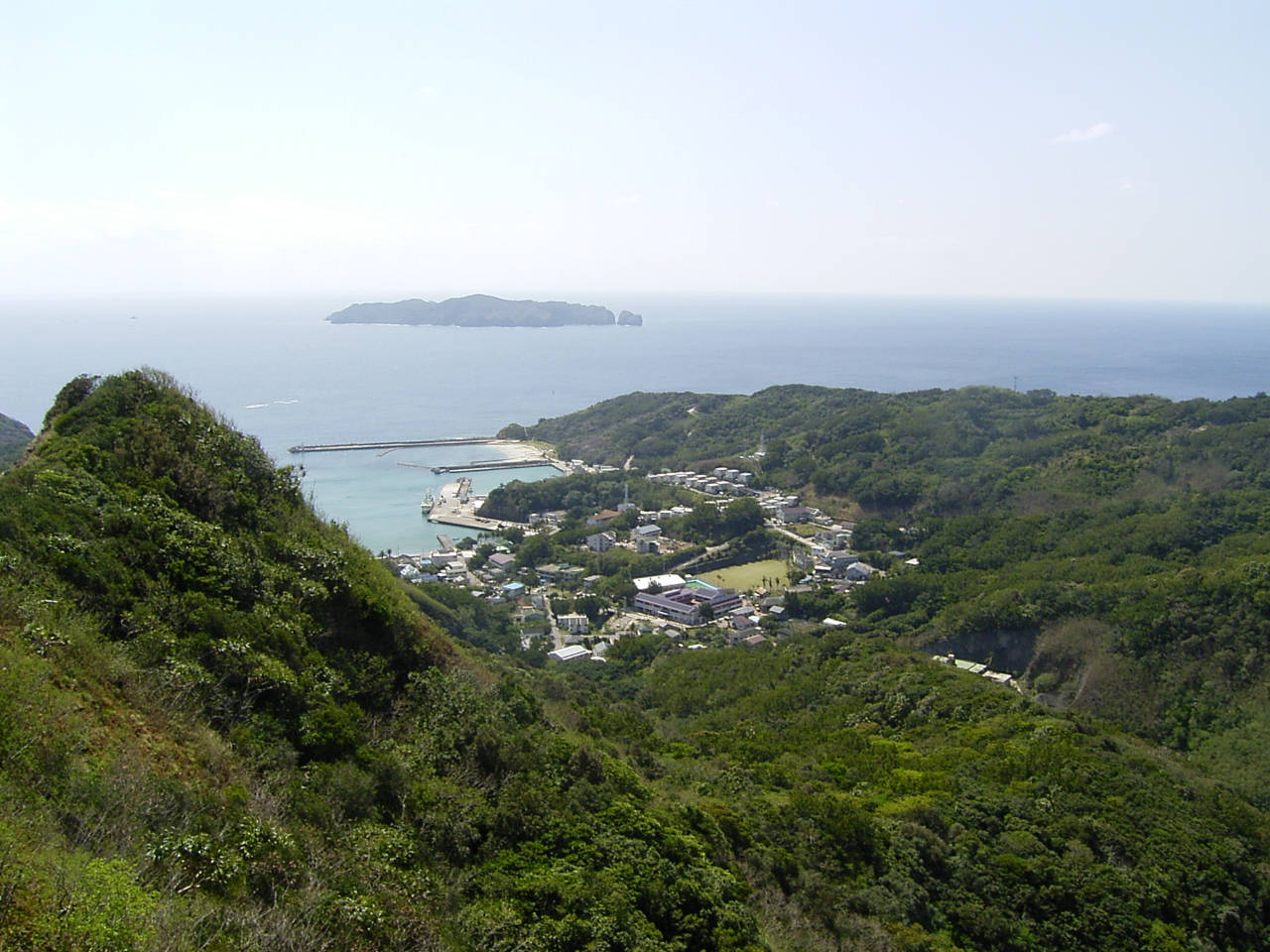
قرية أوكي، موكوجيما في الأفق

يقال إن أول اكتشاف أوروبي لجزر أوغاساوارا كان في عام 1543، من قبل المستكشف الإسباني، برناردو دي لا توري. كان يُطلق على هاها جيما في الأصل جزيرة كوفين أو جزيرة هيلزبره واستقر فيها الأوروبيون قبل أن تصبح جزءاً من اليابان. خلال الحرب العالمية الثانية، أجْلت الحكومة اليابانية السكان المحليين وحصنت الجزيرة؛ حيث كانت هدفاً للعديد من الهجمات التي شنتها القوات الأمريكية خلال الحرب. أصبحت بقايا التحصينات حالياً واحدة من مناطق الجذب السياحي في الجزيرة. يمكن الوصول إلى الجزيرة بالعبّارة خلال ساعتين تقريباً من تشي تشي جيما. يعتمد اقتصاد هاها جيما على الصيد التجاري، فضلاً عن وجود مصنع تقطير للروم تديره الدولة.
يبلغ عدد سكان هاهاجيما اليوم 450 نسمة، لكن كان عددهم يبلغ 1,546 في عام 1904 و1,905 في عام 1940. هناك طريق واحد من قرية كيتامورا (المهجورة الآن) في الطرف الشمالي للجزيرة إلى قرية أوكيمورا (沖村) - التي عرفت سابقاً باسم «نيوبورت» في الطرف الجنوبي من الجزيرة، حيث يقع الميناء.

## التعليم

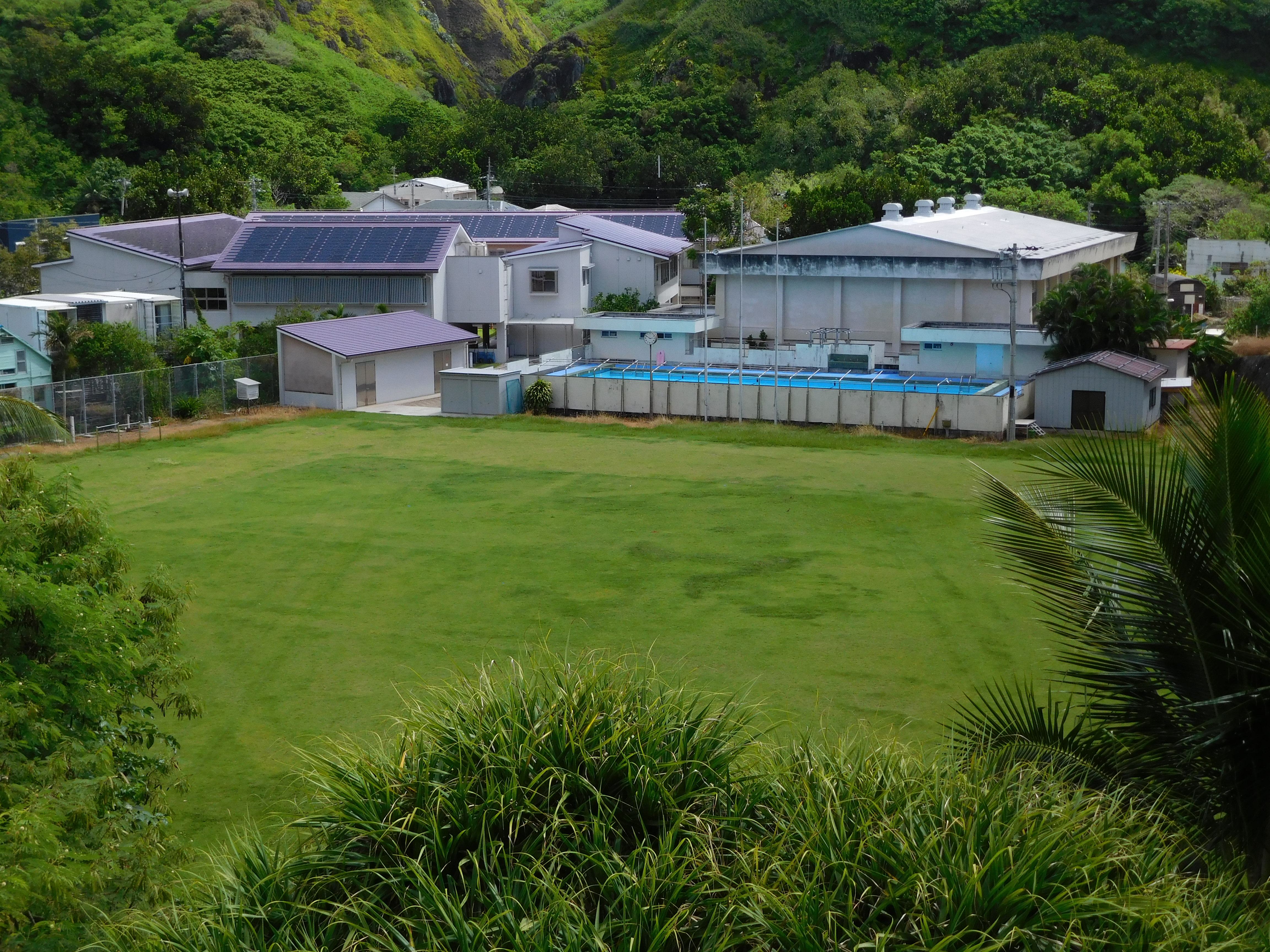
مدرسة هاها جيما الإبتدائية والثانوية (小 笠原 村 村 立 母 島 小 中 学校)

تدير قرية أوغاساورارا المدرسة الابتدائية والثانوية العامة بالجزيرة، مدرسة قرية أوغاساورار الابتدائية المحلية بهاهاهجيما والمدرسة الثانوية (小 笠原 村 立 母 小 中 学校). يدير مجلس التعليم الحكومي في مدينة طوكيو مدرسة أوغاساورارا الثانوية في مدينة تشي تشي جيما القريبة.

## علم البيئة
يولي علماء الرخويات اهتماماً كبيراً بهاها جيما كونها مستوطناً لحيوانات الحلزون الأرضي، بما في ذلك لامبروسيستيس هاهاجيمانا. ونظراً للوجود الواسع للأنواع المجتاحة بما في ذلك الماعز (التي تدمر الموائل) والقوارض والديدان المسطحة وحلزون الذئب الوردي (الذي يأكل الحلزونات المحلية)، كان يخشى أن العديد من الأنواع المتوطنة قد انقرضت.
ولكن يبدو أن معظم أنواع الحلزون الأرضي المستوطنة إن لم تكن كلها موجودة في شبه جزيرة هيجاشيزاكي النائية على الساحل الشرقي. وهي مساحة شاسعة من الأرض، ذات مناظر خلابة ولكن يصعب الوصول إليها (فعلى المرء أن يتسلق جبل شيبوسا قبل النزول إلى شبه الجزيرة). التي تتألف من جروف بحرية شديدة الانحدار تحيط بهضبة تضم غابة من نخيل الليفستونة الصينية (Livistona chinensis)، الكاذي والأشجار عريضة الأوراق (مثل البرساء النشطة، نوع من الأفوكادو البرية)، ويبدو أنها لم تصلها الأنواع المجتاحة في الوقت الحالي. لذلك جرى اقتراح مراقبة الدخول إلى المنطقة، حتى لا يساهم الزوار عن غير قصد في تدمير هذه المنطقة الفريدة.

## القواقع على الجزيرة
كل هذه القواقع مستوطنة على الأقل في جزر أوغاساوارا.
- بونينا كاليستوديرما - مهددة بالانقراض، يقتصر تواجدها الآن في هاها جيما وآني جيما المجاورة[3]
- بونيننسيس غاستروكوبتا - مهددة بالانقراض بحد أدنى
- هيراسي أكوتيسيما - مهددة بالانقراض (اُعتقدّ أنها انقرضت، أعيد اكتشافها في 2003)، تستوطن في هاها جيما[3]
- لامليديا بيبليكاتا - مهددة بالانقراض بحد أدنى
- لامبروسيستيس هاهاجيمانا - مهددة بالانقراض
- ماندارينا هاهاجيمانا - ناقصة البيانات، ربما تصنيف جديد[3]
- ماندارينا بوليتا - ناقصة البيانات
- أوغاساوارانا يوشيوارانا - مهددة بخطر انقراض كبير (يعتقد أنه انقرضت، أعيد اكتشافها في 2003) ، متوطنة في هاها جيما[3]
- أوغاساوارانا آراتا - ناقصة البيانات
- بالودينيلا مينيما - ناقصة البيانات
- بتيتشاليا ديديكورا - مهددة بالانقراض بحد أدنى
- تورناتيليدس تريوني

## الطيور
من ضمن الطيور الموجودة على الجزيرة، طائر بونين أبيض العين (Apalopteron familiare)، نوع مبهرج اللون من الجواثم، لا يوجد في أي مكان آخر سوى هاها جيما. يزعم أحياناً أن طائر بونين غليظ المنقار المنقرض (Chaunoproctus ferreorostris) ظهر في مجموعة جزر هاها جيما (بالرغم من أنه لم يظهر في هاها جيما نفسها)، لكن هذا لا يبدو صحيحاً. اعتاد طائر كولومبا جانثينا نيتنس (Columba janthina nitens)، إحدى سلالات أوغاساوارا من حمام الخشب الياباني، على الظهور في هاها جيما. في حين أنه من غير المعروف تحديداً متى اختفى من هذه الجزيرة، يبدو أن الأصناف قد انقرضت تماماً خلال الثمانينيات، لكن أعيد اكتشافها في 1998.